# Агнеса од Поатуа
Агнеса од Поатјеа или Агнеса од Аквитаније (око 1025 – 14. децембар 1077) била је царица Светог римског царства, регент од 1056. до 1062.

## Биографија
Родила се као ћерка војводе Гијома V од Аквитаније и Агнесе од Бургундије. Била је сестра Гијома VI, војводе Ода, војводе Гијома VII и војводе Гијома VIII. По мајчиној страни јој је деда био бургундски војвода Одо-Гијом.
У новембру 1043. у Ингелхајму се удала за римско-немачког цара Хенрика III. Хенрик се тада венчао други пут, с обзиром да му је претходна супруга, Гунхилда од Данске, умрла 1038. године. За њега је овај брак имао политичку важност, јер су тиме учвршћене везе са западним европским феудалцима.
Са Хенриком је имала четири ћерке и два сина:
- Аделаида II (1045, Гослар – 11. јануар 1096), опатица Гандершејма од 1061. и Кведлинбурга
- Гизела (1047, Равена – 6. мај 1053)
- Матилда (октобар 1048 – 12. мај 1060), удата 1059. за Рудолфа од Реинфелдена, војводу од Швабије који је такође био противкраљ
- Хенрик, који ће наследити оца као цар Хенрик IV
- Конрад II (1052, Регенсбург – 10. април 1055), војвода Баварске
- Јудита (1054, Гослар – 14. март 1092 или 1096), прво удата 1063. за Соломона од Угарске, а потом 1089. за Ладислава I Хермана, кнеза Пољске

Након што јој је муж умро, преузела је власт као регент. Историјски извори је описују као слабу владарку, превише склону дељењу титуле и земљу члановима своје породице. Такође је била противник црквене реформе, и подржавала кругове, посебно оне у Италији, који су јој се противили. Када је године 1058. папа Стефан IX свргнут од стране римских присташа антипапе Бенедикта X, из егзила је послао своје изасланике - Хилдебранда (каснијег папу Гргура VII и Анселма од Луке (каснијег папу Александра II) - да је замоле да интервенише у његову корист. Агнеса је пристала, али је Стефан пре интервенције умро; упркос томе успела је да на папски престо доведе Николу II.
Године 1062. келнски надбискуп Ано II и баварски војвода Ото од Нордхејма организовали су заверу са циљем свргавања Агнесе са власти. Отели су младог цара Хеинрика и присилили његову мајку да се одрекне регентске титуле, коју је преузео Ано. Агнес је после тога дошла у Рим, где се касније бавила дипломатском активношћу, посредујући у споровима између Хенрија и његових непријатеља. Умрла је 14. децембра 1077. те је сахрањена у базилици св. Петра.

## Породично стабло
|  |                                               |  |  |  |  |  |  |  |  |  |  |  |  |  |  |  |
|  | 4. Вилијам IV од Аквитаније                   |  |  |  |  |  |  |  |  |  |  |  |  |  |  |  |
|  |                                               |  |  |  |  |  |  |  |  |  |  |  |  |  |  |  |
|  |                                               |  |  |  |  |  |  |  |  |  |  |  |  |  |  |  |
|  | 2. Вилијам V од Аквитаније                    |  |  |  |  |  |  |  |  |  |  |  |  |  |  |  |
|  |                                               |  |  |  |  |  |  |  |  |  |  |  |  |  |  |  |
|  |                                               |  |  |  |  |  |  |  |  |  |  |  |  |  |  |  |
|  | 5. Ема од Блоа                                |  |  |  |  |  |  |  |  |  |  |  |  |  |  |  |
|  |                                               |  |  |  |  |  |  |  |  |  |  |  |  |  |  |  |
|  |                                               |  |  |  |  |  |  |  |  |  |  |  |  |  |  |  |
|  | 1. Агнеса од Поатјеа                          |  |  |  |  |  |  |  |  |  |  |  |  |  |  |  |
|  |                                               |  |  |  |  |  |  |  |  |  |  |  |  |  |  |  |
|  |                                               |  |  |  |  |  |  |  |  |  |  |  |  |  |  |  |
|  | 6. Otto-William, Count of Burgundy            |  |  |  |  |  |  |  |  |  |  |  |  |  |  |  |
|  |                                               |  |  |  |  |  |  |  |  |  |  |  |  |  |  |  |
|  |                                               |  |  |  |  |  |  |  |  |  |  |  |  |  |  |  |
|  | 3. Агнес од Бургундије, војвоткиња Аквитаније |  |  |  |  |  |  |  |  |  |  |  |  |  |  |  |
|  |                                               |  |  |  |  |  |  |  |  |  |  |  |  |  |  |  |
|  |                                               |  |  |  |  |  |  |  |  |  |  |  |  |  |  |  |
|  | 7. Ermentrude of Roucy                        |  |  |  |  |  |  |  |  |  |  |  |  |  |  |  |
|  |                                               |  |  |  |  |  |  |  |  |  |  |  |  |  |  |  |
|  |                                               |  |  |  |  |  |  |  |  |  |  |  |  |  |  |  |